# Чеферин, Александер
Александер Чеферин  (словен. Aleksander Čeferin; род. 13 октября 1967 года, Любляна, СФРЮ) — словенский юрист и спортивный функционер, 7-й президент УЕФА (с 14 сентября 2016 года).

## Карьера
Александер Чеферин получил высшее образование в области юриспруденции в Люблянском университете. Затем работал в семейной адвокатской конторе, где проявил интерес к защите прав профессиональных спортсменов и спортивных клубов. Позже принял у своего отца бразды правления и стал директором фирмы. В 1991 году принимал участие в Десятидневной войне на стороне Территориальной обороны Словении. 

### Управленческая деятельность
Деятельность Чеферина в словенском футболе началась в 2005 году, когда он стал сотрудничать с правлением клуба «Лития», одного из ведущих футзальных клубов Словении. С 2005 года — член исполкома любительской команды «Любляна Лойерс», с 2006 по 2011 год — член правления люблянской «Олимпии».
С 2011 года — президент Футбольного союза Словении, в феврале 2015 года переизбран на второй срок. Оставил пост в связи с избранием президентом УЕФА. Также с 2011 по 2016 год — вице-председатель Юридического комитета УЕФА.

### Президент УЕФА
14 сентября 2016 года избран 7-м Президентом УЕФА. Его кандидатура набрала 42 голоса из 55 возможных. Автоматически Чеферин стал вице-президентом Международной федерации футбола (ФИФА).
В апреле 2017 года УЕФА утвердил ряд предложенных Чеферином мер в области добросовестного управления, включая ограничение максимального срока полномочий президента УЕФА и членов исполкома УЕФА, а также условие, что кандидаты на место в исполкоме УЕФА должны занимать активный пост в своих ассоциациях (президент, вице-президент, генеральный секретарь или исполнительный директор).
Чеферин ставит задачу развить успех введённой в 2009 году системы финансового «фэйр-плей» УЕФА. Во время его руководства УЕФА были созданы новые большие турниры — Лига наций (для сборных) и Лига конференций (для клубов), увеличено инвестирование в развитие массового и женского футбола, развивался диалог организации с Ассоциацией европейских клубов (АЕК) и структурами Евросоюза. 
7 февраля 2019 года Чеферин был переизбран на новый срок. Кандидатура в его лице набрала 55 из 55 возможных голосов.
В апреле 2021 года выступил решительным противником созданной Суперлиги, подвергнув проект жёсткой критике. Также критически отнёсся к идее ФИФА о проведении чемпионата мира каждые два года, заявив о возможности не участия европейских сборных в турнире.
В феврале 2022 года поддержал отстранение российских сборных и клубов от участия в международных соревнованиях на неопределённый срок из-за вторжения России на Украину.
5 апреля 2023 года на очередном конгрессе УЕФА был переизбран главой организации на третий срок на безальтернативной основе, набрав простое большинство голосов.

## Личная жизнь
Владеет словенским, английским и итальянским языками. Женат, воспитывает троих детей.

## Награды
- Орден князя Ярослава Мудрого IV степени (9 декабря 2021 года, Украина) — за выдающийся личный вклад в поддержку футбола в Украине, развитие европейского футбольного движения[8].
- Орден «Достык» II степени (2025 год, Казахстан)[9].